# Symbian Ltd.
Symbian Ltd. fue una empresa de desarrollo de software con sede en Southwark (Londres, Inglaterra) conocida principalmente por el sistema operativo Symbian. También tuvo oficinas en Reino Unido, China, India, Japón, Corea y Estados Unidos.

## Historia
Se estableció el 24 de junio de 1998 como una alianza entre las empresas Ericsson, Nokia, Motorola, y Psion para crear un sistema operativo para terminales móviles que pudiera competir con el de Palm o el Windows Mobile de Microsoft.
La propiedad de la empresa se dividía entre Nokia (56.3%), Ericsson (15.6%), Sony Ericsson (13.1%), Panasonic (10.5%) y Samsung (4.5%). Diez años después de su creación, el 24 de junio de 2008, Nokia anunció su intención de adquirir las acciones que no poseía por un coste de 264 millones de euros. En ese mismo día se creó la Fundación Symbian con el objetivo de “proporcionar gratuitamente el software y acelerar la innovación” y la promesa de contribuir con Symbian OS y la interfaz de usuario.
La adquisición de Symbian Ltd. por Nokia fue completada el 2 de diciembre de 2008, momento en el que todos los empleados de Symbian se convirtieron en empleados de Nokia. La marca y los nombres de dominio fueron completados en abril de 2009.
El 18 de julio de 2009, el departamento de servicios profesionales de Symbian que no fue transferido a la Fundación Symbian, fue vendido a la consultora Accenture.

## Productos
- Symbian